# Приз лучшему футболисту года в Европе

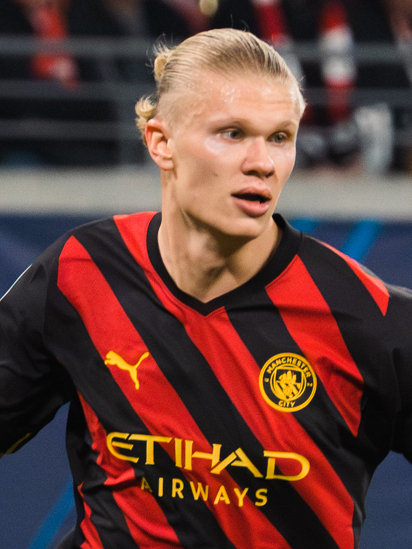
Эрлинг Холанн — нынешний обладатель награды

Приз лучшему футболисту года в Европе (англ. The UEFA Men's Player of the Year Award) — футбольная награда, учреждённая в 2011 году. Приз вручается футболисту, который, по мнению журналистов УЕФА, был лучшим в прошедшем европейском сезоне. Награда вручается с сезона 2010/11 и заменила собой награду Клубный футболист года по версии УЕФА.
Приз могут получать футболисты вне зависимости от национальности, которые провели предыдущий сезон в европейском клубе. При определении лучшего футболиста года учитываются как игры внутренних турниров (чемпионат, Кубок, Кубок лиги, Суперкубок), так и международные (еврокубки, Клубный чемпионат мира), а также матчи за национальную сборную.
Выборы победителя проходят в два этапа. Сначала каждый из журналистов УЕФА (всего 54 журналиста, от каждой страны, входящей в УЕФА) выбирает тройку лучших. Игрок, занявший первое место, получает 5 очков, второе — 3, третье — 1. Три футболиста, набравшие наибольшее количество балов, становятся финалистами. Позднее, на заседании УЕФА, журналисты вновь голосуют и выбирают лучшего.
Имя первого победителя было объявлено 25 августа 2011 года в Монако. Им стал аргентинец Лионель Месси, выступающий в испанской «Барселоне».

## Список награждённых

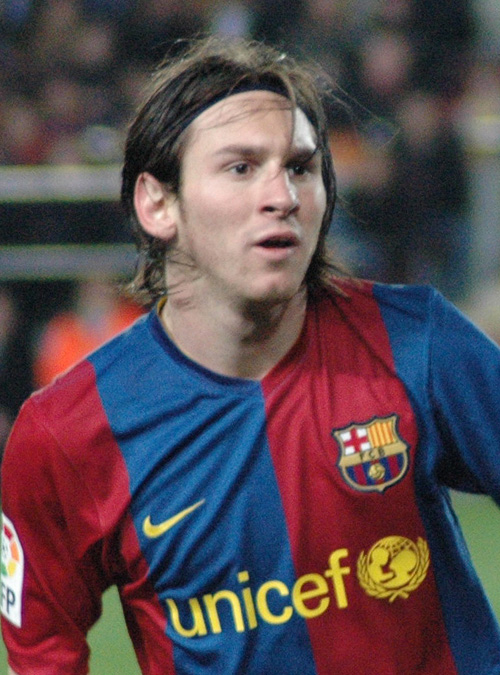
Лионель Месси — первый обладатель награды

| Год  | Страна     | Игрок               | Позиция      | Клуб           | Примечания |
| ---- | ---------- | ------------------- | ------------ | -------------- | ---------- |
| 2011 | Аргентина  | Лионель Месси       | нападающий   | Барселона      |            |
| 2012 | Испания    | Андрес Иньеста      | полузащитник | Барселона      |            |
| 2013 | Франция    | Франк Рибери        | полузащитник | Бавария        |            |
| 2014 | Португалия | Криштиану Роналду   | нападающий   | Реал Мадрид    |            |
| 2015 | Аргентина  | Лионель Месси       | нападающий   | Барселона      |            |
| 2016 | Португалия | Криштиану Роналду   | нападающий   | Реал Мадрид    |            |
| 2017 | Португалия | Криштиану Роналду   | нападающий   | Реал Мадрид    |            |
| 2018 | Хорватия   | Лука Модрич         | полузащитник | Реал Мадрид    |            |
| 2019 | Нидерланды | Вирджил ван Дейк    | защитник     | Ливерпуль      |            |
| 2020 | Польша     | Роберт Левандовский | нападающий   | Бавария        |            |
| 2021 | Италия     | Жоржиньо            | полузащитник | Челси          |            |
| 2022 | Франция    | Карим Бензема       | нападающий   | Реал Мадрид    |            |
| 2023 | Норвегия   | Эрлинг Холанн       | нападающий   | Манчестер Сити |            |

## Награждённые по странам
| Страна     | Игроки | Кол-во побед |
| ---------- | ------ | ------------ |
| Франция    | 2      | 2            |
| Португалия | 1      | 3            |
| Аргентина  | 1      | 2            |
| Испания    | 1      | 1            |
| Италия     | 1      | 1            |
| Нидерланды | 1      | 1            |
| Норвегия   | 1      | 1            |
| Польша     | 1      | 1            |
| Хорватия   | 1      | 1            |

## Награждённые по клубам
| Клуб           | Игроки | Кол-во побед |
| -------------- | ------ | ------------ |
| Реал Мадрид    | 3      | 5            |
| Барселона      | 2      | 3            |
| Бавария        | 2      | 2            |
| Ливерпуль      | 1      | 1            |
| Манчестер Сити | 1      | 1            |
| Челси          | 1      | 1            |